# Fougeré (Maine i Loara)
Fougeré – miejscowość i dawna gmina we Francji, w regionie Kraj Loary, w departamencie Maine i Loara. W 2013 roku jej populacja wynosiła 795 mieszkańców. 
1 stycznia 2016 roku połączono 10 wcześniejszych gmin: Baugé-en-Anjou, Bocé, Chartrené, Cheviré-le-Rouge, Clefs-Val d’Anjou, Cuon, Échemiré, Fougeré, Le Guédeniau oraz Saint-Quentin-lès-Beaurepaire. Siedzibą gminy została miejscowość Baugé-en-Anjou, a nowa gmina przyjęła jej nazwę. 

## Geografia

### Lokalizacja
Ta wioska w regionie Anjou na zachodzie Francji znajduje się w Baugeois, na północ od Baugé, przy drogach D 82, która prowadzi z Jarzé do La Flèche, oraz D 217, która prowadzi z Baugé do Durtal. Baugeois to północno-wschodnia część departamentu Maine-et-Loire. Jest ograniczony na południu przez dolinę Authion i dolinę Loary, a na zachodzie przez dolinę Sarthe.